# Andrzej Machnik

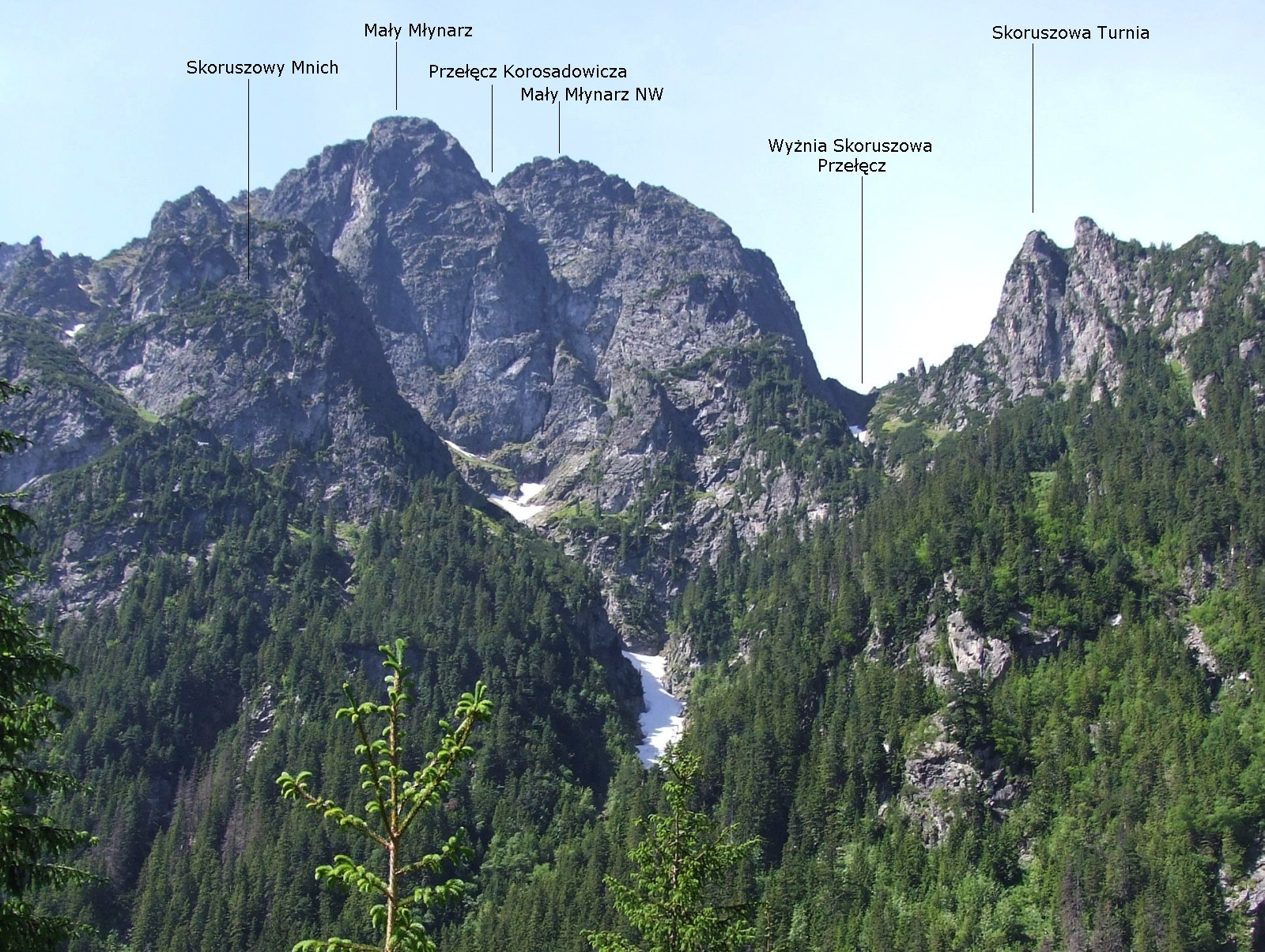
Mały Młynarz, Wielki Komin w prawej części ściany głównego wierzchołka

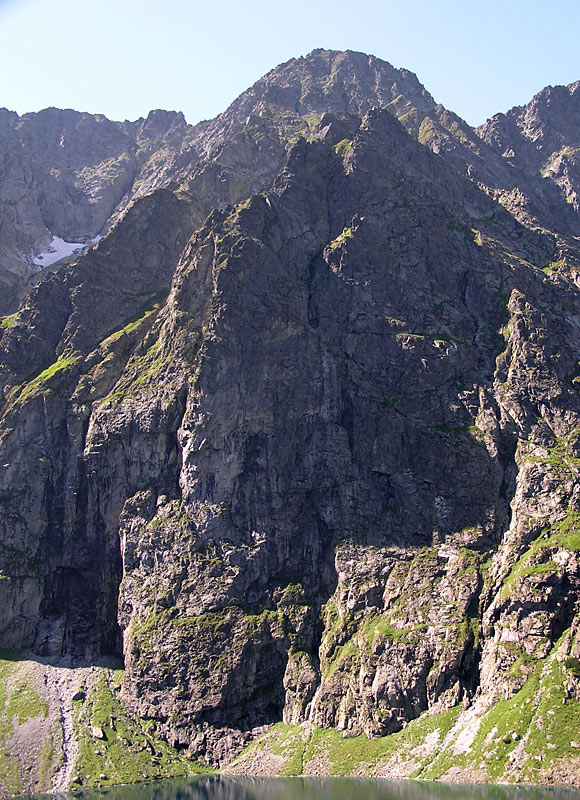
Ściany Kazalnicy Mieguszowieckiej

Andrzej Machnik, pseud. Młody (ur. 14 lipca 1953 w Gliwicach) – polski taternik i himalaista związany z gliwickim Klubem Wysokogórskim.

## Osiągnięcia
Wspinał się na wielu trudnych drogach w Tatrach:
- 1973 – pierwsze klasyczne przejście Wielkiego Komina na północno-wschodniej ścianie Małego Młynarza,
- 1973 – pierwsze polskie przejście superdirettissimy na północnej ścianie Małego Kieżmarskiego Szczytu,
- 1976 – nowe drogi na ścianach Małego Młynarza,
- 1977 – nowe drogi na ścianach w masywie Krywania.

Jego autorstwa są także przejścia zimowe na ścianach Gerlachu, Ganku, Rumanowego Szczytu, Kazalnicy Mięguszowieckiej i Jaworowej Grani.
Machnik wspinał się też w Kaukazie (1974, 1976) i Alpach (1978, 1983) oraz w górach najwyższych, m.in.:
- 1980 – Pamir – pierwsze wejście północno-wschodnią ścianą Piku Kommunizma (od 1998 Szczytu Ismaila Samaniego) stylem alpejskim.
- 1982 – udział w wyprawie na Makalu – osiągnął 8200 m nową drogą
- 1983/84 – udział w zimowej wyprawie na Manaslu
- 1984/85 – udział w zimowej wyprawie Dhaulagiri
- 1986 – kierownik zimowej wyprawy na Kanczendzongę.

Autor licznych książek o tematyce górskiej i artykułów m.in. w „Taterniku”.

## Książki
- Na zachodniej ścianie Makalu 1988; Warszawa, Wydawnictwo „Sport i Turystyka”
- Zimą na trzeci szczyt Świata 1990; ISBN 0-9521421-4-7 ? lub 1994, Kraków, Wydawnictwo At Publications
- Na kolanach do koryta 1993; Gliwice, Wydawnictwo EXPLO
- Kamienne Lato 1994; Gliwice, Wydawnictwo EXPLO
- Dwa zimowe szturmy 1994; Gliwice, Wydawnictwo EXPLO
- Optikon taternicki 1994; Gdańsk, Wydawnictwo Granit
- Na Podbój Ameryki 1995; Kraków, „Ati”
- Dwa światy 1995; Kraków, Wydawnictwo PiT
- Sekrety sprawnego działania 2002; ISBN 83-88607-25-1
- Jak działać sprawnie i skutecznie 2004; ISBN 83-7197-899-5